# MusicXML
MusicXML은 악보를 XML 형식으로 표기하는 오픈 포맷이다. Recordare 사에서 개발해 2004년 1월 버전 1.0이 발표된 후, 2005년 5월 버전 1.1이, 2007년 6월 버전 2.0이 발표되었다. 확장자는 .xmz이었으나 W3C개발로  .mxl (또는 .musicxml)로 바뀌었다.
많은 프로그램이 이 포맷을 지원하고 있고, 변환 플러그인이 다수 개발되었기 때문에 현재 존재하는 대부분의 음악 프로그램에서 입출력이 가능하다.

## 파일 포맷
일반적으로   .mxl 확장자 파일 포맷은  압축된 MusicXML에 사용되고, .musicxml은 비압축파일 확장자로 사용하고 있다.

## W3C 개발
MusicXML 개발은 2011년 Recordare를 인수한 MakeMusic이 관리했다.이어서  MusicXML 개발은 2015년7월에 웹에서의 공개(오픈) 표준을 제정하는 W3C Music Notation 커뮤니티 그룹으로 이관되었다.
버전 1.0은 2004년1월에 릴리스되었다. 버전 1.1은 2005년5월에 향상된 형식 지원을 통해 릴리스되었다. 버전 2.0은 2007년 6월에 발표되었으며 표준 압축 형식을 포함한다. 이 모든 버전은 일련의 DTD ( Document Type Definition)로 정의되었다. 버전 2.0의 XML 스키마 정의 (XSD) 구현은 2008년 9월에 릴리스되었다. 버전 3.0은 DTD 및 XSD 버전에서 향상된 가상 악기 지원을 사용하여 2011년 8월에 릴리스되었다. 버전 3.1은 표준 음악 글꼴 레이아웃 (SMuFL)에 대한 향상된 지원으로 2017년 12월에 발표되었다.   MusicXML DTD와 XSD는 W3C Community Final Specification Agreement에 따라 각각 자유롭게 재배포 가능하다.
이로서 musicXML를 통해서 서로 다른 다양한 음악 프로그램간에 정보 교환 및 파일(data) 호환이 가능하게 되었다.
또한 musicXML에 특화되어 제작된 전용 자바스크립트파일은  JQuery와 함께 스탠드얼론상태인  PC환경에서도 ABC표기법에 기반해서 웹 브라우저 상에서 편집과 재생이 가능토록해 주기도 한다.
MusicX라는 음악 프로그램과는 관련이 없다.

## 예시
다장조의 도 음을 표기한 경우는 아래와 같다.

Representation of middle C on the treble clef created through MusicXML code.

```
  
<?xml version="1.0" encoding="UTF-8" standalone="no"?>

  
<!DOCTYPE score-partwise PUBLIC

      "-//Recordare//DTD MusicXML 2.0 Partwise//EN"

      "http://www.musicxml.org/dtds/partwise.dtd">

  
<score-partwise
 
version=
"2.0"
>

    
<part-list>

      
<score-part
 
id=
"P1"
>

        
<part-name>
Music
</part-name>

      
</score-part>

    
</part-list>

    
<part
 
id=
"P1"
>

      
<measure
 
number=
"1"
>

        
<attributes>

          
<divisions>
1
</divisions>

          
<key>

            
<fifths>
0
</fifths>

          
</key>

          
<time>

            
<beats>
4
</beats>

            
<beat-type>
4
</beat-type>

          
</time>

          
<clef>

            
<sign>
G
</sign>

            
<line>
2
</line>

          
</clef>

        
</attributes>

        
<note>

          
<pitch>

            
<step>
C
</step>

            
<octave>
4
</octave>

          
</pitch>

          
<duration>
4
</duration>

          
<type>
whole
</type>

        
</note>

      
</measure>

    
</part>

  
</score-partwise>

```

위 표기는 이와 같은 악보를 나타낸다.

## 지원하는 프로그램
- MakeMusic!
- 피날레(Finale 2008이후)
- 시벨리우스(Sibelius 4 이후)
- Encore 5
- capella Media Producer
- NOTION
- Harmony Assistant
- Guitar Pro
- 뮤즈스코어(MuseScore)
- Cubase

## 같이 보기
- MIDI
- 악보 작성 프로그램